# Mountain Championship

Le Mountain Championship était une course automobile anglaise de type Grand Prix, organisée durant les années 1930 lors de la deuxième quinzaine du mois de septembre, ou d'octobre.

## Historique
Cette épreuve a donné lieu à huit éditions successives sur le circuit de Brooklands, dont deux remportées consécutivement par Whitney Straight, et deux autres par Raymond Mays.

## Palmarès
| Année | Vainqueur            | Voiture                |
| ----- | -------------------- | ---------------------- |
| 1931  | Henry Birkin         | Maserati 26M           |
| 1932  | Malcolm Campbell     | Sunbeam Tiger V12-4000 |
| 1933  | Whitney Straight     | Maserati 26M           |
| 1934  | Whitney Straight     | Maserati 8CM           |
| 1935  | Richard Shuttleworth | Alfa Romeo P3          |
| 1936  | Raymond Mays         | ERA B                  |
| 1937  | Hans Rüesch          | Alfa Romeo 8C-35       |
| 1938  | Raymond Mays         | ERA D                  |